# Janseodes hugeli
Janseodes hugeli là một loài bướm đêm trong họ Noctuidae.